# Michael A. Knibb
Michael Anthony Knibb (Leicester, 1938-Hertfordshire, 2023) fue un profesor y académico británico.

## Biografía
Nacido en 1938 en Leicester, fue descrito como «uno de los principales académicos en el campo de los antiguos pseudoepígrafos judíos y los estudios del Segundo Templo». Fue profesor del King’s College de Londres y publicó títulos como The Ethiopic Book of Enoch: a new edition in the light of the Aramaic Dead Sea fragments (1978, en colaboración con Edward Ullendorff), Translating the Bible: The Ethiopic Version of the Old Testament (1999), Essays on the Book of Enoch and Other Early Jewish Texts and Traditions (2009) y The Ethiopic Text of the Book of Ezekiel: A Critical Edition (2015), entre otros. Miembro de la Academia Británica desde 1989, falleció en 2023,el día 6 de diciembre, en Hertfordshire.